# Tanith White
Tanith Jessica Louise Belbin, po mężu White (ur. 11 lipca 1984 w Kingston) – kanadyjska łyżwiarka figurowa reprezentująca Stany Zjednoczone, startująca w parach tanecznych z Benjaminem Agosto. Wicemistrzyni olimpijska z Turynu (2006) i uczestniczka igrzysk olimpijskich (2010), dwukrotna wicemistrzyni świata (2005, 2009), trzykrotna mistrzyni czterech kontynentów (2004, 2005, 2006), medalistka finału Grand Prix, mistrzyni świata juniorów (2002) oraz 5-krotna mistrzyni Stanów Zjednoczonych (2004–208). Zakończyła karierę amatorską 10 czerwca 2010 roku.

## Życie prywatne
Tanith jest córką Michelle McKinlay, byłej łyżwiarki figurowej oraz trenerki, i Charlesa Belbina. Jej matka zajmowała się także przygotowywaniem większości kostiumów w których występowała jej córka.
Tanith przeprowadziła się do Stanów Zjednoczonych w 1998 r., aby kontynuować treningi łyżwiarskie w Detroit. Wniosek o obywatelstwo amerykańskie złożyła w 2000 r., jednak po zmianie przepisów imigracyjnych zieloną kartę otrzymała w 2002 r., a oficjalne przyznanie obywatelstwa miało nastąpić dopiero w 2007 r. W takiej sytuacji Tanith nie mogłaby reprezentować Stanów Zjednoczonych na Zimowych Igrzyskach Olimpijskich 2006, jednak senator stanu Michigan, Carl Levin złożył poprawkę, dzięki której Tanith otrzymała obywatelstwo amerykańskie 31 grudnia 2005 r. z rąk prezydenta USA George'a W. Busha.
25 kwietnia 2015 r. wyszła za mąż za Charliego White'a, mistrza olimpijskiego z 2014 r. W październiku 2017 r. magazyn International Figure Skating potwierdził, że para spodziewa się pierwszego dziecka. W grudniu 2017 r. na świat przyszedł ich syn Charlie Jr.

## Kariera

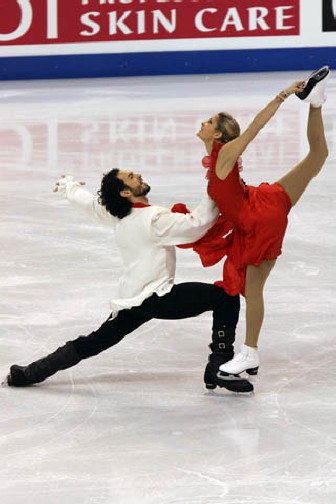
Mistrzostwa świata 2009

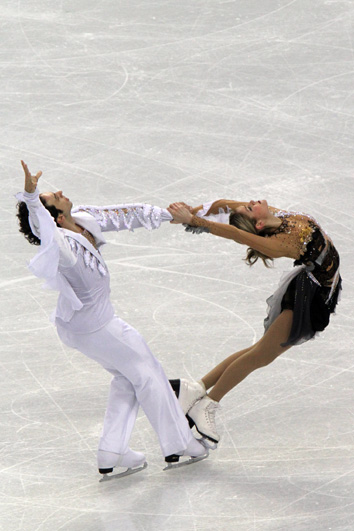
Igrzyska olimpijskie 2010

Tanith Belbin nauczyła się jeździć na łyżwach w wieku czterech lat, a treningi tańca na lodzie rozpoczęła mając lat osiem lub dziewięć. 

### Kariera juniorska
Na początku występowała zarówno w parach sportowych z Ben Barruco jak i tanecznych z Liamem Dougherty. W parach sportowych jej jedynym sukcesem był srebrny medal mistrzostw Kanady juniorów młodszych. Nie występowała na zawodach międzynarodowych z żadnym z partnerów.
W 1998 r. rozpoczęła współpracę z nowym partnerem sportowym Benjaminem Agosto pod okiem trenera Igora Szpilbanda. Ich największym sukcesem w okresie juniorskim były trzy medale mistrzostw świata juniorów (w tym zwycięstwo w 2002 r.), zwycięstwo w finale Junior Grand Prix 2000 i krajowy tytuł mistrzowski w kategorii juniorów. Oprócz tego będąc jeszcze juniorami wygrali pierwszy medal na zawodach seniorskich, mistrzostwach czterech kontynentów 2002. 

### Kariera seniorska
Od momentu osiągania pierwszych sukcesów z Agosto, Tanith starała się o obywatelstwo amerykańskie, a ich głównym celem był występ na Zimowych Igrzyskach Olimpijskich 2006 w Turynie. Od sezonu 2003/04 rozpoczęli dominację na krajowych zawodach. Oprócz tego wygrywali kolejne zawody z cyklu Grand Prix i w latach 2004–2006 wygrali trzy tytuły mistrzów czterech kontynentów. W 2005 r. zdobyli wicemistrzostwo świata, a w kolejnych dwóch latach dwa brązowe medale. Przed Olimpiadą byli jednymi z głównych pretendentów do złotego medalu będąc niepokonanymi przed rozpoczęciem olimpijskich zawodów. Na Olimpiadzie przegrali o 4,58 pkt z rosyjskim duetem Tatjana Nawka / Roman Kostomarow. Było to najwyższe miejsce reprezentantów Stanów Zjednoczonych w konkurencji par tanecznych w historii ich startów na Igrzyskach Olimpijskich do czasu złotego medalu Meryl Davis i Charliego White'a w 2014 r. 
Do kolejnych igrzysk utrzymywali się w czołówce światowej wygrywając lub zajmując miejsca na podium zawodów z cyklu Grand Prix m.in. Skate America, Cup of China, Cup of Russia. Na Zimowych Igrzyskach Olimpijskich 2010 w Vancouver zajęli czwarte miejsce. Brązowy medal przegrali o 4,57 pkt, a do miejsca pierwszego stracili 18,5 pkt. Był to ich ostatni występ w zawodowej karierze przed ogłoszeniem zakończenia kariery 10 czerwca 2010 r.
Belbin i Agosto kontynuowali wspólne występy w rewiach łyżwiarskich m.in. Stars on Ice. 15 grudnia 2015 r. zostali wyróżnieni przez amerykańską federację U.S. Figure Skating i zostali członkami U.S. Figure Skating Hall of Fame Class of 2016. Oficjalna ceremonia odbyła się 22 stycznia 2016 r. podczas mistrzostw Stanów Zjednoczonych.

### Po zakończeniu kariery
Po zakończeniu kariery amatorskiej Tanith oprócz występów w rewiach łyżwiarskich z Agosto, pracowała jako choreograf i komentator łyżwiarstwa figurowego dla NBC Sports, Universal Sports Network, ABC (show Gwiazdy tańczą na lodzie) oraz icenetwork.com. Ponadto występowała w 3. sezonie Battle of the Blades, gdzie w parze z Boyd Devereaux zajęła trzecie miejsce.

## Osiągnięcia

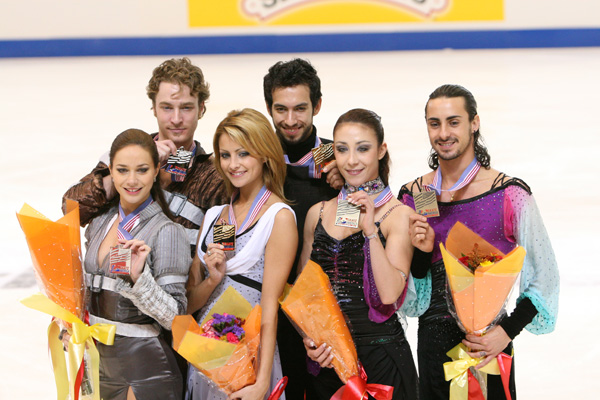
Skate America 2007

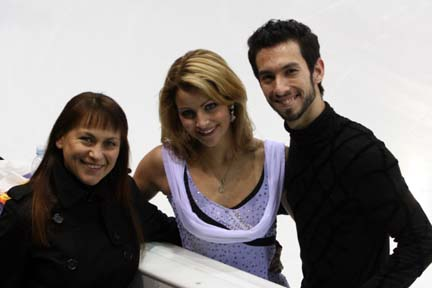
Z trenerką Mariną Zujewą podczas finału Grand Prix 2007

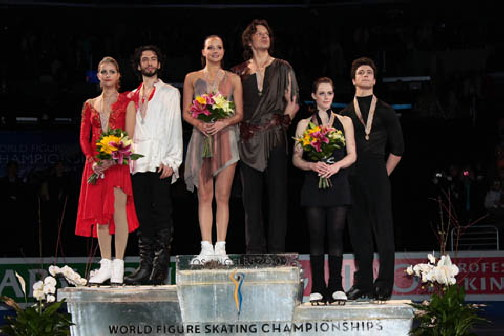
Mistrzostwa świata 2009

### Z Benjaminem Agosto (Stany Zjednoczone)
| Zawody                                | 99–00          | 00–01          | 01–02          | 02–03          | 03–04          | 04–05          | 05–06          | 06–07          | 07–08          | 08–09          | 09–10          |                |                |                |                |                |                |
| Międzynarodowe                        | Międzynarodowe | Międzynarodowe | Międzynarodowe | Międzynarodowe | Międzynarodowe | Międzynarodowe | Międzynarodowe | Międzynarodowe | Międzynarodowe | Międzynarodowe | Międzynarodowe | Międzynarodowe | Międzynarodowe | Międzynarodowe | Międzynarodowe | Międzynarodowe | Międzynarodowe |
| ------------------------------------- | -------------- | -------------- | -------------- | -------------- | -------------- | -------------- | -------------- | -------------- | -------------- | -------------- | -------------- | -------------- | -------------- | -------------- | -------------- | -------------- | -------------- |
| Igrzyska olimpijskie                  |                |                |                |                |                |                | 2              |                |                |                | 4              |                |                |                |                |                |                |
| Mistrzostwa świata                    |                | 17             | 13             | 7              | 5              | 2              | 3              | 3              | 4              | 2              |                |                |                |                |                |                |                |
| Mistrzostwa czterech kontynentów      |                |                | 2              | 2              | 1              | 1              | 1              | 2              |                |                |                |                |                |                |                |                |                |
| GP Finał Grand Prix                   |                |                |                |                | 3              | 2              |                | WD             | 2              | WD             | WD             |                |                |                |                |                |                |
| GP Cup of China                       |                |                |                |                |                | 1              |                | 2              | 1              | 2              | 1              |                |                |                |                |                |                |
| GP Cup of Russia                      |                |                |                |                | 2              |                |                | 1              |                |                |                |                |                |                |                |                |                |
| GP Skate America                      |                |                | 5              | 3              | 1              | 1              | 1              |                | 1              | 2              | 1              |                |                |                |                |                |                |
| GP Trophée Lalique                    |                |                | 6              | 3              | 4              |                |                |                |                |                |                |                |                |                |                |                |                |
| Nebelhorn Trophy                      |                |                |                |                |                |                | 1              |                |                |                |                |                |                |                |                |                |                |
| Igrzyska dobrej woli                  |                |                | 5              |                |                |                |                |                |                |                |                |                |                |                |                |                |                |
| Międzynarodowe: Kategorie młodzieżowe |                |                |                |                |                |                |                |                |                |                |                |                |                |                |                |                |                |
| Mistrzostwa świata juniorów           | 3              | 2              | 1              |                |                |                |                |                |                |                |                |                |                |                |                |                |                |
| JGP Finał                             | 4              | 1              |                |                |                |                |                |                |                |                |                |                |                |                |                |                |                |
| JGP w Japonii                         | 2              |                |                |                |                |                |                |                |                |                |                |                |                |                |                |                |                |
| JGP w Kanadzie                        | 1              |                |                |                |                |                |                |                |                |                |                |                |                |                |                |                |                |
| JGP w Meksyku                         |                | 1              |                |                |                |                |                |                |                |                |                |                |                |                |                |                |                |
| JGP w Niemczech                       |                | 1              |                |                |                |                |                |                |                |                |                |                |                |                |                |                |                |
| Krajowe                               |                |                |                |                |                |                |                |                |                |                |                |                |                |                |                |                |                |
| Mistrzostwa Stanów Zjednoczonych      | 1 J            | 2              | 2              | 2              | 1              | 1              | 1              | 1              | 1              | WD             | 2              |                |                |                |                |                |                |
| Zawody zespołowe                      |                |                |                |                |                |                |                |                |                |                |                |                |                |                |                |                |                |
| World Team Trophy                     |                |                |                |                |                |                |                |                |                | 1 T 1 P        |                |                |                |                |                |                |                |

## Nagrody i odznaczenia
- Amerykańska Galeria Sławy Łyżwiarstwa Figurowego – 2016[13]